# Павел Срничек
Павел Срничек (Острава, 10. март 1968 — Острава, 29. децембар 2015) био је чешки фудбалер, играо је на позицији голмана.

## Биографија
Дуго година је бранио за енглеског премијерлигаша Њукасл јунајтед. Такође је 49 пута играо за репрезентацију Чешка.
У Енглеској је још наступао за Шефилд венздеј, Портсмут и Вест Хем јунајтед. У италијанској лиги за Брешу и Козенцу. Играо је за Беира-Мар у португалској лиги и за Бањик из Остраве у својој земљи, Чешкој. Након што је завршио играчку каријеру, кратко време је тренирао прашку екипу Спарте.
Био је учесник Европског првенства 1996. у Енглеској, где је Чешка освојила сребрну медаљу. Преминуо је 29. децембра 2015. године у болници у којој је хоспитализован, девет дана након што је доживео срчани удар.

## Успеси

### Репрезентација
Чешка
- Европско првенство друго место: 1996.